# Schoenobiinae
A Schoenobiinae a valódi lepkék közül a fényiloncafélék (Pyralidae) családjának egyik alcsaládja mintegy három tucat nemmel. Korábban a fűgyökérrágó lepkék (Crambidae) családjába sorolták, őket, amíg az egész taxont be nem olvasztották a fényiloncafélék közé. Egyes rendszerekben, nem különítik el önálló taxonként; fajait a Scopariinae alcsaládba sorolják be.
A fajok többségét magyarul valamilyen nádfúró molynak nevezik.

## Származásuk, elterjedésük
A fajok többsége trópusi, illetve szubtrópusi. Európában három nem összesen négy faja fordul elő; ezek közül négy Magyarországon is:
Schoenobius (Duponchel, 1836)
- óriás nádfúró moly (Schoenobius gigantella Denis & Schiffermüller, 1775) — Magyarországon közönséges (Fazekas, 2001; Buschmann, 2004; Pastorális, 2011; Pastorális & Szeőke, 2011);

Donacaula (Meyrick, 1890)
- fakó nádfúró moly (Donacaula forficella Thunberg, 1794) — Magyarországon közönséges (Fazekas, 2001; Buschmann, 2004; Pastorális, 2011; Pastorális & Szeőke, 2011);
- ritka nádfúró moly (Donacaula mucronella Denis & Schiffermüller, 1775) — Magyarországon sokfelé előfordul (Fazekas, 2001; Pastorális, 2011; Pastorális & Szeőke, 2011);

Scirpophaga Treitschke, 1832
- kócsagmoly (Scirpophaga praelata Scopoli, 1763) — Magyarországon sokfelé előfordul (Fazekas, 2001; Buschmann, 2004; Pastorális, 2011);